# Sötét trombitagomba
A sötét trombitagomba (Craterellus cornucopioides) a rókagombafélék családjába tartozó, Eurázsiában, Észak-Amerikában és Ausztráliában honos, lomberdőkben élő, ehető gombafaj. 

## Megjelenése
A sötét trombitagomba termőteste 3-5 cm széles és 5-9 cm magas; a kalap és tönk nem különül el; eleinte csőszerű, majd trombita vagy mély tölcsér, váza alakú, végig üreges. Széle begöngyölt, majd hullámos, fodros, olykor szakadozott. Belső oldala fekete vagy sötétszürke, finoman érdes vagy sötétebb szálak, pikkelykék figyelhetők meg a szürkés, szürkésbarna alapon. Külső spóratermő oldala sima vagy nagyon sekélyen ráncolt, színe sötétszürke vagy fekete, fehéren hamvas.  
Húsa vékony, törékeny, színe feketés. Szaga nem jellegzetes vagy édeskés, aromás; íze nem jellegzetes, de szárítva fűszeres-aromás, némileg szarvasgombaszerű. 
Spórapora fehér. Spórája széles ellipszoid, sima, mérete 11-14 x 7-9 µm.

### Hasonló fajok
Jellegzetes külsejű faj, leginkább a szürke rókagombával lehet összetéveszteni, amellyel gyakran együtt nő. 

## Elterjedése és termőhelye
Eurázsiában, Észak-Amerikában és Ausztráliában honos. Magyarországon gyakori. Észak-amerikai változatát egyes szerzők Craterellus fallax néven külön fajnak tekintik.
Lomberdőkben, főleg bükkösökben, ritkábban tölgy alatt fordul elő, inkább savanyú talajon. Júliustól októberig terem.
Ehető, ízletes gomba, szárítva fűszerként is felhasználható. 
Egy a Kragujevac egyetemen történt kutatás során arra jutottak, hogy potenciálisan antioxidáns és antimikrobiális tulajdonságokkal bír. 

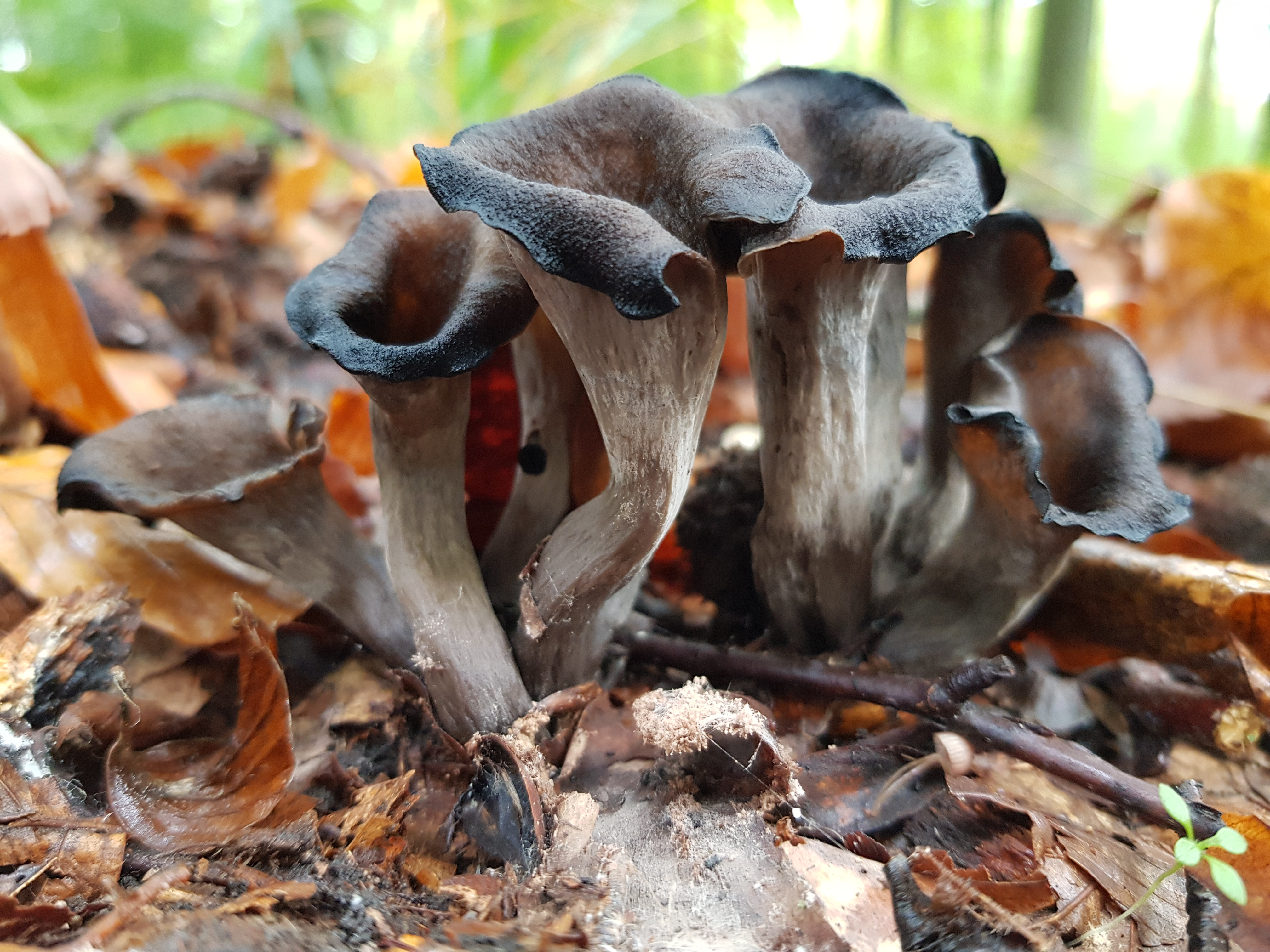
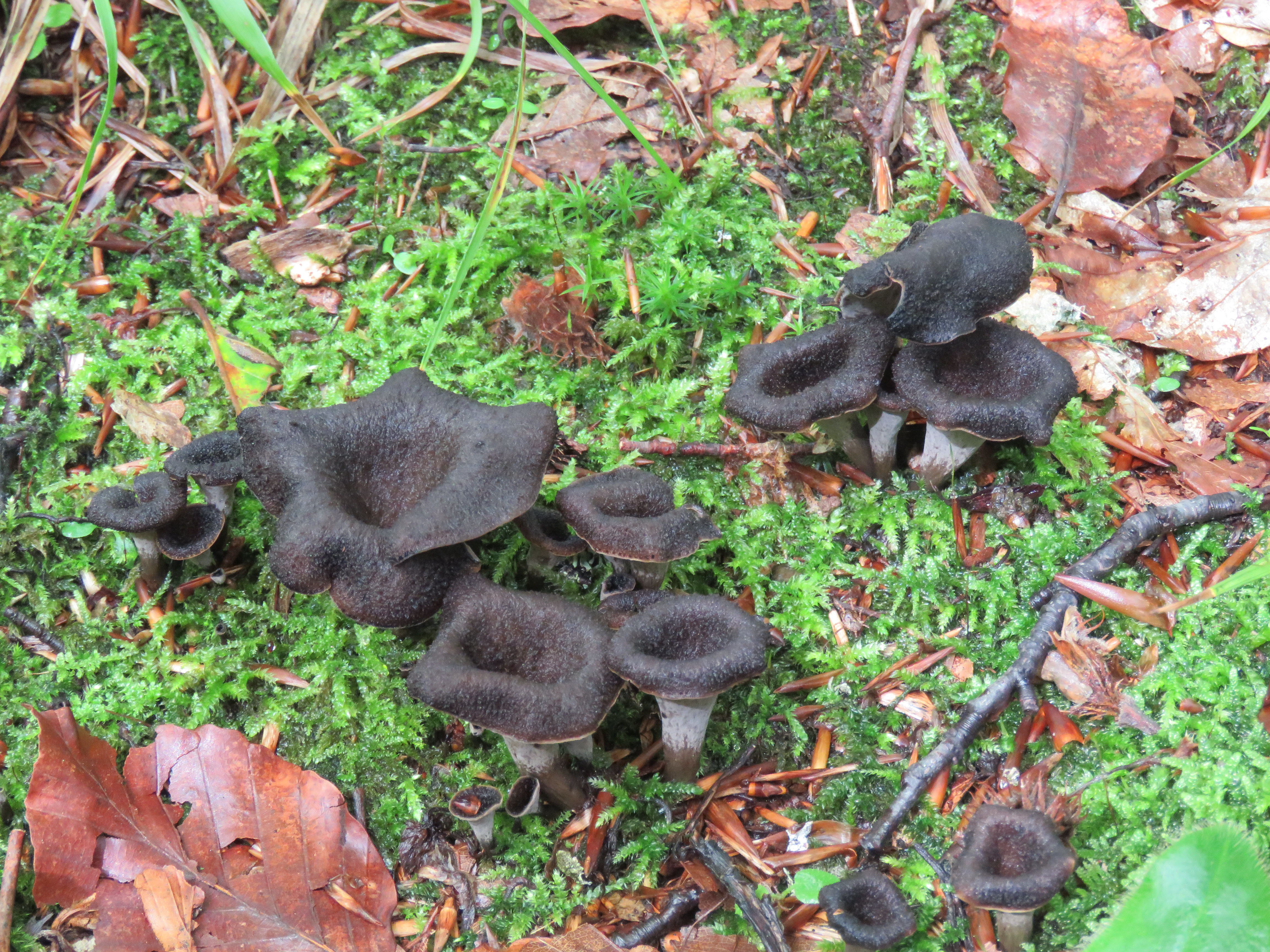
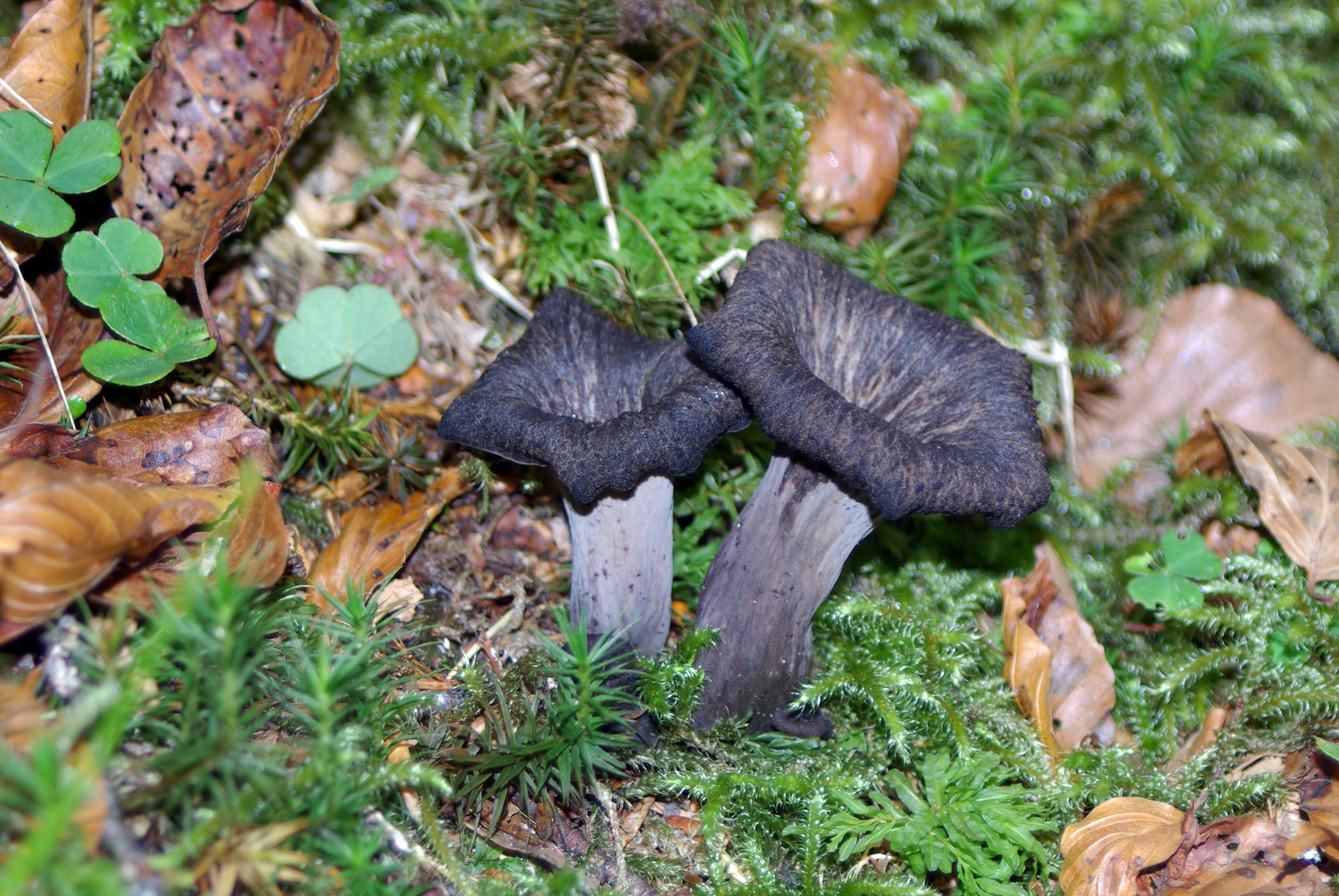
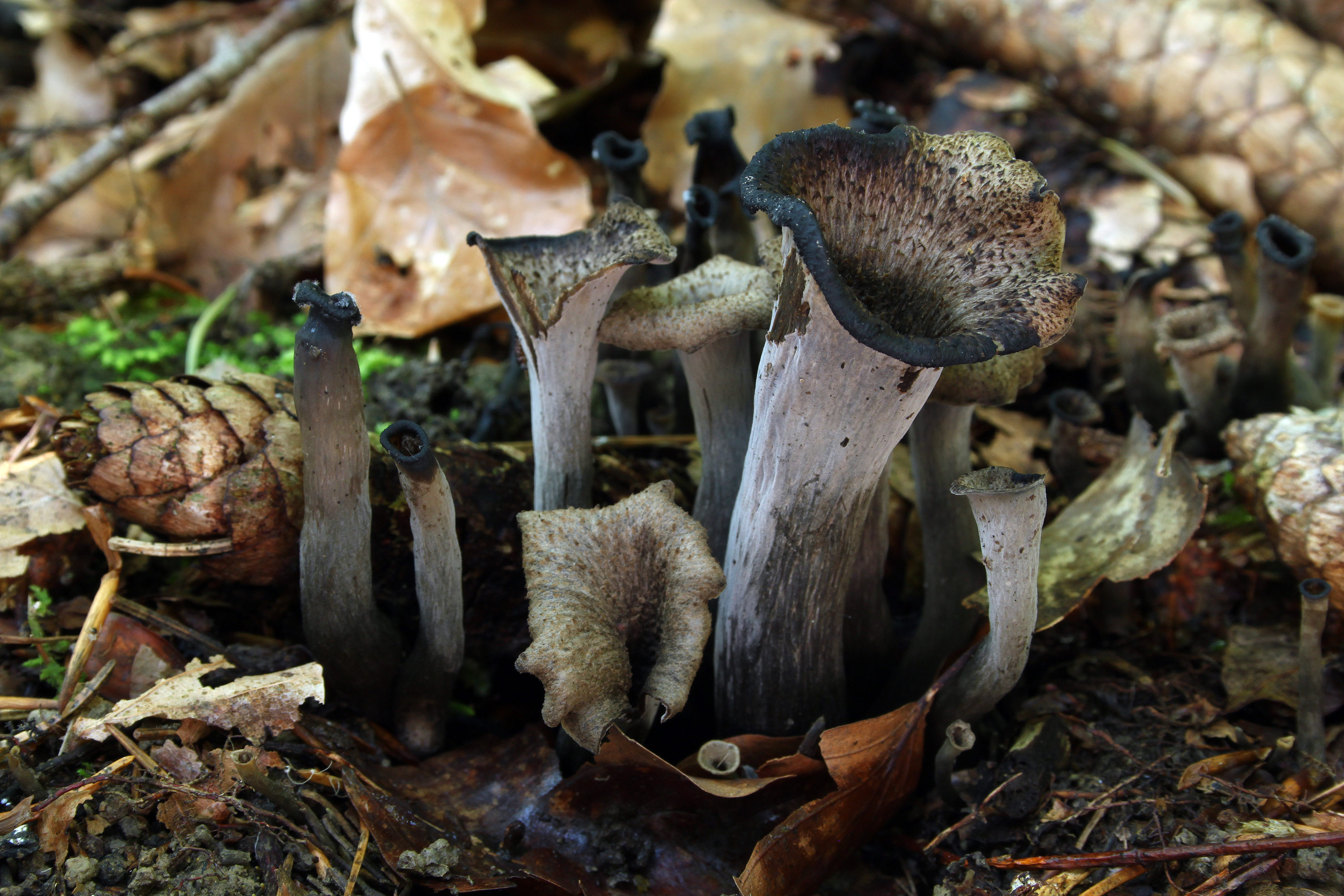
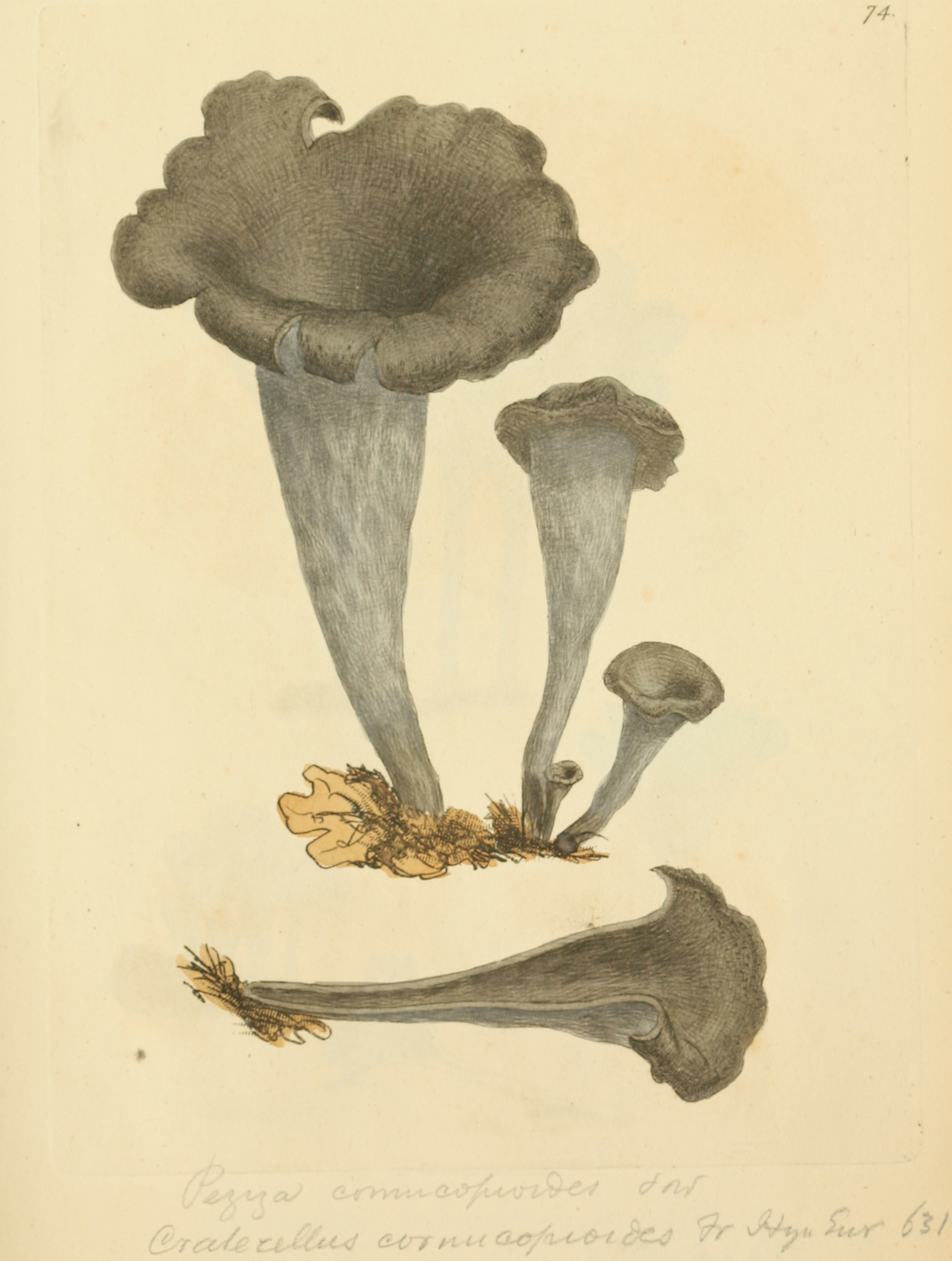